# Национальное собрание Армении
Национа́льное собра́ние Республики Арме́нии (арм. Հայաստանի Հանրապետության Ազգային Ժողով/Hayastani Azgayin Žořov [hɑjɑstˈɑní ɑzgɑjín ʒoʁóv]), также Парла́мент Арме́нии — однопалатный высший законодательный орган Республики Армения.
Национальное Собрание избирается по пропорциональной избирательной системе сроком на 5 лет. Национальное Собрание состоит из не менее чем 101 депутата.

## История
- 28 мая 1918 года Армения провозгласила себя независимым государством. Сформировался высший орган власти страны — парламент Армении.
- В 1990 году Верховный Совет Армянской ССР (260 депутатов) был сформирован по мажоритарной избирательной системе, в два этапа — 20 мая и 3 июня. В новом парламенте были представлены две политические силы: «Армянское общенациональное движение» и «КПА». Депутатские группы — «Республика» (38 депутатов), «Арцах» (11 депутатов), «Либерал-демократы» (10 депутатов), «Национальный прогресс» (10 депутатов), АРФД — преобразовалась в депутатскую группу (12 депутатов).
- 4 августа 1990 года председателем Верховного Совета Армянской ССР стал Левон Тер-Петросян.
- 23 августа 1990 года Армения приняла декларацию о независимости.
- 16 октября 1991 года президентом Верховного Совета был избран Левон Тер-Петросян, а председателем стал Бабкен Араркцян.
- 5 июля 1995 года была принята Конституция Республики Армения. В тот же день прошли выборы в Национальное собрание Республики Армения первого созыва.

## Избирательная система
Всеобщим прямым голосованием граждан республики старше 18 лет избираются депутаты Национального Собрания Армении (парламента). На выбор граждан выставляются закрытые списки кандидатов в депутаты от каждой партии (или избирательного блока партий) участвующей в выборах. Распределение голосов граждан проводится по пропорциональной системе. При этом избирательным кодексом гарантируется формирование стабильного парламентского большинства.

## Созывы Национального Собрания

### Восьмой созыв парламента (2021)
Избрано 107 депутата. Первое заседание намечено на 2 августа 2021 года.
| Фракция                       | Количество мандатов по результатам выборов | Количество мандатов на 26.07.2021 |
| ----------------------------- | ------------------------------------------ | --------------------------------- |
| Фракция «Гражданский договор» | 71                                         | 71 (53,92 %)                      |
| Фракция «Альянс Армения»      | 29                                         | 29 (21,04 %)                      |
| Фракция «Честь имею»          | 7                                          | 7 (5,23 %)                        |

### Седьмой созыв парламента (2019)
Избрано 132 депутата. Первое заседание нового парламента намечено на 14 января 2019 года.
В соответствии с тем, что список, занявший первое место, набрал значительно больше двух третей голосов, число мест в данном созыве увеличено.
| Фракция                        | Количество мандатов по результатам выборов | Количество мандатов на 14.01.2021 |
| ------------------------------ | ------------------------------------------ | --------------------------------- |
| Фракция «Мой шаг»              | 88                                         | 83 (62,9 %)                       |
| Фракция «Процветающая Армения» | 26                                         | 24 (18,2 %)                       |
| Фракция «Просвещённая Армения» | 18                                         | 17 (12,9 %)                       |
| Депутаты, вышедшие из фракций  |                                            | 8 (6,0 %)                         |

10 мая 2021 года Национальное собрание Армении второй раз подряд не утвердило Никола Пашиняна главой правительства, в результате чего парламент был распущен. Досрочные выборы были назначены на 20 июня.

### Шестой созыв парламента (2017)
На парламентских выборах 2 апреля 2017 года участвовали девять партий. Проходной барьер преодолели четыре политических фракции. Почти половину голосов набрала правящая Республиканская партия. Явка составила 60,86 %.
| Фракция                                                 | Количество мандатов | Количество мандатов на 29.05.2018 | Количество мандатов на 01.07.2018 |
| ------------------------------------------------------- | ------------------- | --------------------------------- | --------------------------------- |
| Фракция «Республиканская партия Армении»                | 58                  | 56                                | 52                                |
| Фракция «Блок Царукяна»                                 | 31                  | 31                                | 31                                |
| Фракция блока «Елк (Исход)»                             | 9                   | 9                                 | 9                                 |
| Фракция «Армянская революционная федерация Дашнакцутюн» | 7                   | 7                                 | 7                                 |
| Депутаты, вышедшие из фракций                           |                     | 2                                 | 6                                 |

### Пятый созыв парламента (2012)
На парламентских выборах 6 мая 2012 года участвовали восемь партий и один партийный блок, которые боролись за 90 мест в НС, предусмотренных по пропорциональной системе. За 41 мажоритарное место в парламенте боролись 137 кандидатов.
На парламентских выборах в Армении проголосовали 1 млн 572 тыс. 518 избирателей, или 62,33 % общего электората. В общереспубликанских парламентских выборах в Армении могли принять участие 2,484 млн избирателей.
| Фракция                                                 | Голоса |
| ------------------------------------------------------- | ------ |
| Фракция «Республиканская партия Армении»                | 69     |
| Фракция «Процветающая Армения»                          | 37     |
| Фракция «Армянский национальный конгресс»               | 7      |
| Фракция «Страна законности» (Оринац Еркир)              | 6      |
| Фракция «Армянская революционная федерация Дашнакцутюн» | 5      |
| Фракция «Наследие»                                      | 5      |
| Независимые депутаты                                    | 2      |

### Четвёртый созыв парламента (2007)
131 депутат, из которых 41 избирались по мажоритарной системе, 90 — по партийным спискам.
По результатам выборов из 131 депутатского мандата Республиканская партия Армении получила 65 мест, партия «Процветающая Армения» — 25 мест, «Дашнакцутюн» — 16 мест, партия «Оринац Еркир» — 8 мест, национально-либеральная партия «Наследие» — 7 мест, партия «Дашинк» («Альянс») — 1 место (по мажоритарному округу), независимых — 10.
По состоянию на 10 июня 2011 года в парламенте действуют следующие фракции:
| Фракция                                                 | Голоса       |
| ------------------------------------------------------- | ------------ |
| Фракция «Республиканская партия Армении»                | 63 депутата  |
| Фракция «Процветающая Армения»                          | 26 депутатов |
| Фракция «Армянская революционная федерация Дашнакцутюн» | 16 депутатов |
| Фракция «Страна законности» (Оринац Еркир)              | 8 депутатов  |
| Фракция «Наследие»                                      | 7 депутатов  |
| Вне фракций и групп                                     | 11 депутатов |

### Третий созыв парламента (2003)
131 депутат, из которых 56 избирались по мажоритарной системе, 75 — по партийным спискам.
| Партия, блок                                                                                       | Голоса                  |
| -------------------------------------------------------------------------------------------------- | ----------------------- |
| Республиканская партия Армении                                                                     | (23,66 %, 23 депутата)  |
| Оринац Еркир                                                                                       | (12,60 %, 12 депутатов) |
| АРФД                                                                                               | (11,45 %, 11 депутатов) |
| Блок «Справедливость» (Народная партия Армении, «Республика», НДС, НДП, БНД, ДПА, СКП, СДПГ, СДПА) | (13,71 %, 14 депутатов) |
| «Национальное единение»                                                                            | (8,91 %, 9 депутатов)   |
| «Объединённая трудовая партия»                                                                     | (5,67 %, 6 депутатов)   |
| «Народный депутат»                                                                                 | (депутатская группа)    |

### Второй созыв парламента (1999)
131 депутат, из которых 75 избирались по мажоритарной системе, 56 — по партийным спискам.
| Партия, блок                                                                                                 | Голоса                  |
| --- | ----------------------- |
| Блок «Единство» (РПА, НПА)                                                                                   | (41,69 %, 29 депутатов) |
| КПА | (12,09 %, 8 депутатов)  |
| Блок «Право и единение» («Национальное единение», «Союз конституционное право», «Гардманк», «Арцах-Армения») | (7,96 %, 6 депутатов)   |
| АРФД | (7,84 %, 5 депутатов)   |
| Оринац Еркир                                                                                                 | (5,28 %, 4 депутата)    |
| НДС | (5,17 %, 4 депутата)    |
| «Стабильность» (депутатская группа)                                                                          | (11 депутатов)          |
| «Айастан» (депутатская группа)                                                                               | (12 депутатов)          |
| «Народный депутат» (депутатская группа)                                                                      | (16 депутатов)          |

### Первый созыв парламента (1995)
190 депутатов, из которых 150 избирались по мажоритарной системе, 40 — по партийным спискам.
| Партия, блок                                      | Голоса               |
| ------------------------------------------------- | -------------------- |
| Блок «Республика» (АОД, АхДС, РПА, СДПГ, ИА, ЛДП) | (50 %, 20 депутатов) |
| Шамирам                                           | (20 %, 8 депутатов)  |
| КПА                                               | (15 %, 6 депутатов)  |
| НДС                                               | (7,5 %, 3 депутата)  |
| ОНС                                               | (7,5 %, 3 депутата)  |
| Реформы (депутатская группа)                      | (31 депутат)         |

## Председатели парламента
- Нагуш Арутюнян (1963—1975) — Председатель Верховного Совета
- Бабкен Саркисов (1975—1985)
- Грант Восканян (1985—1990)
- Левон Тер-Петросян (4 августа 1990 — 16 октября 1991)
- Бабкен Араркцян (17 октября 1991 — 4 февраля 1998) — Спикер парламента/Председатель Национального собрания
- Хосров Арутюнян (4 февраля 1998 — 10 июня 1999)
- Карен Демирчян (11 июня 1999 — 27 октября 1999)
- Армен Хачатрян (2 ноября 1999 — 11 июня 2003)
- Артур Багдасарян (12 июня 2003 — 27 мая 2006)
- Тигран Торосян (1 июня 2006 — 29 сентября 2008)
- Овик Абрамян (29 сентября 2008 — 21 ноября 2011)
- Самвел Никоян (6 декабря 2011 — 31 мая 2012)
- Овик Абрамян (31 мая 2012 — 13 апреля 2014)
- Галуст Саакян (29 апреля 2014 — 18 мая 2017)
- Ара Баблоян (18 мая 2017 — 14 января 2019)
- Арарат Мирзоян (14 января 2019 — 2 августа 2021)
- Ален Симонян (с 2 августа 2021 — по настоящее время)

Вице-спикеры парламента:
- Бабкен Араркцян (1990—1991)
- Гагик Арутюнян (1990—1991)
- Ара Саакян (1991—1998)
- Арташес Туманян (1991—1995)
- Карапет Рубинян (1995—1998)
- Альберт Базеян (1998—1999)
- Юрий Бахшян (1998 — 27.10.1999)
- Рубен Мироян (11.06.1999 — 27.10.1999)
- Гагик Асланян (01.11.1999 — 11.06.2003)
- Тигран Торосян (01.11.1999 — 31.05.2006)
- Ваган Ованнисян (12.06.2003 — 20.05.2008)
- Ишхан Закарян (08.06.2007 — 05.11.2007)
- Аревик Петросян (12.11.2007 — 2010)
- Грайр Карапетян (20.05.2008 — 2009)
- Самвел Никоян (май 2009 — 06.12.2011)
- Самвел Баласанян (07.10.2010 — 31.05.2012)
- Эдуард Шармазанов (06.12.2011 — 17.05.2017)
- Эрмине Нагдалян (31.05.2012 — 17.05.2017)
- Эдуард Шармазанов (с 19.05.2017 по 14.01.2019)
- Микаел Мелкумян (с 19.05.2017 по 14.01.2019)
- Арпине Оганнесян (с 19.05.2017 по 14.01.2019)

Председатели контрольной палаты:
- Ашот Тавадян (1996—2002)
- Гагик Восканян (2002—2007)
- Ишхан Закарян (с 2007 года по наст. вр.)

## Список депутатов парламента
- Список депутатов парламента Армении первого созыва
- Список депутатов парламента Армении второго созыва
- Список депутатов парламента Армении третьего созыва
- Список депутатов парламента Армении четвёртого созыва
- Список депутатов парламента Армении пятого созыва
- Список депутатов парламента Армении шестого созыва
- Список депутатов парламента Армении седьмого созыва
- Список депутатов парламента Армении восьмого созыва